# Apamea insignata
Apamea insignata är en fjärilsart som beskrevs av Walker 1857. Apamea insignata ingår i släktet Apamea och familjen nattflyn. Inga underarter finns listade i Catalogue of Life.